# Cornudo Volillo
Cornudo Volillo CCC/Vii és un acrílic sobre tela fet per Armand Cardona Torrandell el 1977 i que està exposat a la Biblioteca Armand Cardona Torrandell, des de l'octubre de 2011, cedida en dipòsit per la família a la ciutat de Vilanova i la Geltrú.

## Descripció
Al febrer de l'any 1977 Armand Cardona va presentar una mostra a la Galeria Dau al Set centrada en els “cornuts”. En total exposà 65 pintures sobre Rol de Cornudos, un llibre que publicà Camilo José Cela l'any 1976 i del qual Cardona va realitzar les il·lustracions de les cobertes. En aquest volum l'escriptor detalla com si fos un diccionari els diferents tipus de cornuts que existeixen al seu entendre. Cardona al seu torn creà 65 representacions seguint les descripcions de Cela. Els quatre quadres que es troben a la sala d'actes de la Biblioteca Armand Cardona Torrandell en són un exemple.